# Filière hydrogène
Vous pouvez aider à l'améliorer ou bien discuter des problèmes sur sa page de discussion.
- Il ne respecte pas la neutralité de point de vue. Considérez son contenu avec précaution. Il est possible de préciser les sections non neutres en utilisant {{section non neutre}} et de souligner les passages problématiques avec {{passage non neutre}}. (Marqué depuis avril 2022)
- Il semble constituer un « POV fork », c'est à dire une scission de contenu visant à imposer un point de vue en créant un article ou une section séparés. Vous pouvez aider en ajoutant des références. (Marqué depuis avril 2022)

Vous pouvez aider à l'améliorer ou bien discuter des problèmes sur sa page de discussion.
- Son contenu est évasif ou trop peu précis. Améliorez sa qualité à l'aide des conseils sur les sources. (Marqué depuis avril 2022)
- Son ton est trop lyrique ou dithyrambique. Le texte doit adopter un ton neutre et encyclopédique (aide). (Marqué depuis avril 2022)
- Il doit être recyclé. La réorganisation et la clarification du contenu sont nécessaires. (Marqué depuis avril 2022)

- Archive Wikiwix
- Bing
- Cairn
- DuckDuckGo
- E. Universalis
- Gallica
- Google
- G. Books
- G. News
- G. Scholar
- Persée
- Qwant
- (zh) Baidu
- (ru) Yandex
- (wd) trouver des œuvres sur Wikidata

La filière hydrogène  regroupe la production et le stockage de l'hydrogène, puis son utilisation notamment dans le secteur des transports. Elle apparaît comme un moyen de favoriser la transition énergétique[réf. nécessaire]. Les composés d’hydrogène évoqués dans cet article[pourquoi ?] sont l’essence et le gas-oil, le méthane, l'hydrogène lui-même, l’ammoniac et l’hydrure de magnésium. 
La densité énergétique très élevée de l’essence ou du gas-oil a permis le développement de véhicules propulsés par des moteurs thermiques de toutes tailles, aussi bien pour les camions, les bateaux, etc., que pour les véhicules particuliers. Toutefois, le rendement des moteurs thermiques plafonne à 30 % pour les petits moteurs et atteint 40 % pour les moteurs Diesel de forte puissance.[évasif] Certains[Qui ?] préconisent déjà la fin des moteurs thermiques et la fermeture des gisements pétroliers ou gaziers[pourquoi ?]. Pourtant, d’autres voies de recherche portent sur des véhicules fonctionnant à l’hydrogène ou à l’ammoniac, par l’intermédiaire de piles à combustibles ou de moteurs thermiques.

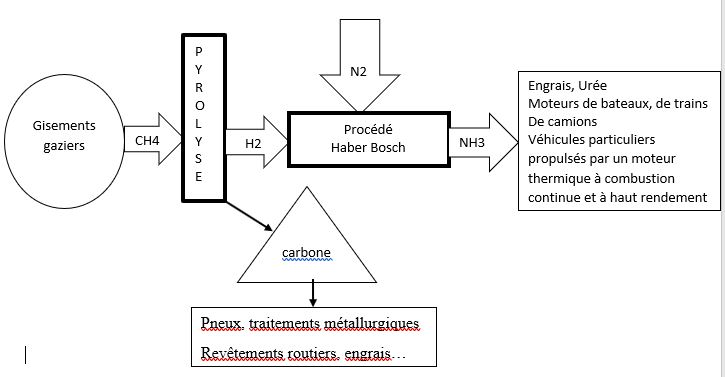

## Production d'hydrogène

### Hydrogène par électrolyse
On[Où ?] voit[Quand ?] se construire en nombre[Combien ?] des éoliennes, des champs de panneaux solaires, de nouvelles centrales nucléaires dans le but de produire de l'hydrogène par électrolyse de l'eau[réf. nécessaire]. L'hydrogène vert nécessite cependant des investissements considérables et, surtout, il est beaucoup trop dangereux pour être distribué dans des stations services sous une pression de 700 bars[source détournée]. L’explosion de l’une de ces stations en Norvège en 2019 a immédiatement entraîné l’arrêt de la production de véhicules à hydrogène de marque Mercedes[source détournée], Toyota et Hyundai[source détournée], mettant en danger[non neutre] la filière hydrogène. 

### Pyrolyse du méthane
Un autre moyen de produire de l’hydrogène est la pyrolyse du méthane, produisant simultanément de l’hydrogène et du noir de carbone, utile à la fabrication de pneus, de revêtements routiers, d’engrais, etc. Ce procédé ne génère pas directement[Combien ?] d'émission de dioxyde de carbone, et peut valoriser des rejets de méthane, puissant gaz à effet de serre, issu par exemple du gaz de mines, du biométhane ou de gisements gaziers[réf. souhaitée].

## Stockage de l'hydrogène

### Stockage de l’hydrogène sous forme d’ammoniac
Le stockage et le transport de l’hydrogène peuvent s’envisager sous forme d’ammoniac, beaucoup moins dangereux que le dihydrogène lui-même. 
L’ammoniac peut être utilisé comme carburant, soit dans des piles à combustibles « direct ammoniac »[réf. incomplète], qui sont à l’étude en 2021, réservées aux fortes puissances (bateaux, trains, camions, groupes électrogènes, avions) et au rendement de 50 %, soit dans des moteurs thermiques, également pour les fortes puissances aux rendements théoriques pouvant atteindre 40 % pour les plus gros moteurs Diesel, jusqu’à 60 % dans certaines turbines complexes à plusieurs étages de compression et de détente. En ce qui concerne les moteurs thermiques de faible puissance pour véhicules particuliers, il est possible dès à présent d’utiliser de l’ammoniac dans des moteurs traditionnels, en le mélangeant avec des carburants usuels dans des proportions appropriées, réduisant ainsi les émissions de NOx et, en fonction de la provenance de l'hydrogène, de CO2. Une telle mesure pourrait être mise en œuvre sans délai. Des recherches sont aussi en cours en 2021 pour développer des moteurs thermiques à microturbines à combustion continue.[réf. nécessaire]

### Stockage d’hydrogène sous forme solide
Il faut également signaler[style à revoir] le stockage d'hydrogène sous forme solide par absorption à température et pression appropriées[Combien ?], par exemple sur du magnésium, formant ainsi de l’hydrure de magnésium. Cette technique permettrait d’alimenter sans danger en hydrogène, par désorption à température et pression appropriées[Combien ?], des piles à combustible au rendement de 50 %, alimentant un moteur électrique adapté aux véhicules particuliers. Le plein d’hydrure de magnésium, pesant environ 80 kg, pourrait s'effectuer en quelques minutes et apporter une autonomie supérieure à 600 km.[réf. nécessaire]